# Santana Ligero
El Santana Ligero es un vehículo todo terreno diseñado originalmente como vehículo militar  (88M) por la empresa española Santana Motor, que posteriormente ofreció una variante para uso civil. Originalmente comenzó su producción hacia 1969, siendo la versión civil ofrecida a partir de 1980. Su construcción está basada en la serie IIa del Land Rover Santana, igualmente con carrocería de aluminio y con los mismos motores, acoplados a cajas de cambio de 4 velocidades con reductora.

## Versión militar
Fue un desarrollo paralelo al del Land Rover 1/2 ton Lightweight británico, con el que guarda poco en común. Toma su base del Land Rover Santana IIa, en sus dos versiones de batalla corta y larga. Se realizaron versiones ambulancia, para comunicaciones, especializadas en vadeo, con ametralladora... Su capacidad de carga es de 250 kg en batalla corta y hasta una tonelada en batalla larga.

## Versión civil

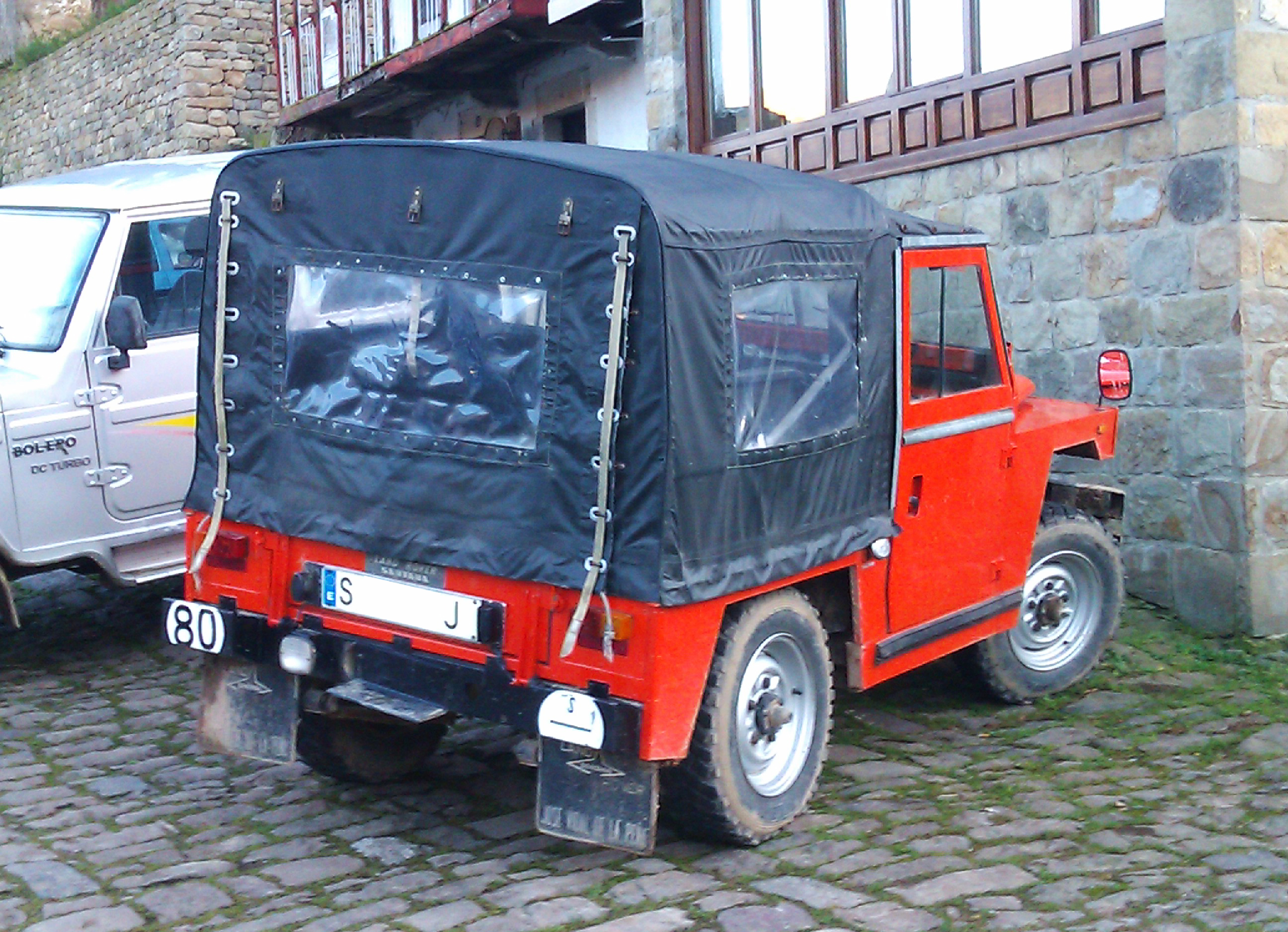
Vista trasera de un Ligero con capota puesta.

En 1980, el mercado empezó a demandar pequeños vehículos todoterreno de carácter recreativo. Santana Motor decidió modificar el vehículo militar Ligero para darle un uso civil. Todos se fabricaron con un techo de lona, aunque se podía adquirir como opción un techo de fibra. Las variaciones fueron mínimas, pues apenas se redondearon algunos ángulos de la carrocería y se colocaron faros diferentes, provenientes del SEAT 127, además de ofrecer una gama de colores muy modernos y brillantes y capacidad para seis ocupantes, apuntando a un público juvenil. 
Podía equipar, igual que el modelo del que deriva, dos motores tetracilíndricos, uno de ciclo Otto y el otro de ciclo Diésel, ambos con un cubicaje de 2286 cm³, con cilindros de 90,5 mm de diámetro y 88,9 mm de carrera. El motor gasolina eroga 81 cv a 4250 rpm y un par motor de 163 Nm a 2500 rpm, con una relación de compresión de 8 a 1; en el caso del motor a gasóleo, las cifras son de 62 cv a 4000 rpm y 139 Nm a 1750 rpm, con compresión de 23 a 1.
La llegada de nuevos competidores, principalmente japoneses, provocó su retirada del mercado.